# Solanum trisectum
Solanum trisectum (Syn.: Normania triphylla) ist eine Art der Gattung Nachtschatten (Solanum) in der Familie der Nachtschattengewächse (Solanaceae). Die Art ist ein sehr seltener Endemit, der nur aus dem Norden Madeira bekannt ist.

## Beschreibung

### Vegetative Merkmale
Solanum trisectum ist eine krautige Pflanze oder ein Halbstrauch mit einer Wuchshöhe von bis zu 1 m. Die Stängel wachsen aufrecht, haben einen Durchmesser von etwa 5 mm, sind hohl, grün gefärbt und mit etwa 0,5 mm langen, drüsigen Trichomen dicht behaart. Die Drüsenköpfe der Trichome bestehen aus einer einzigen Zelle. Eine sympodiale Einheit besteht aus drei, vier oder mehr Laubblättern und Internodien.
Die Laubblätter sind 4 bis 8 cm lang und 2 bis 9 cm breit. Sie sind dreigelappt oder dreigeteilt, manchmal wird besonders im oberen Bereich der Pflanze nur ein einzelner basaler Lappen gebildet oder die Blätter sind ungelappt. Die seitlichen Lappen sind etwa 8 × 5 cm groß und elliptisch geformt, der mittlere Lappen ist ähnlich groß, jedoch eiförmig geformt und besitzt seine breiteste Stelle in etwa in der Mitte. Ober- und Unterseite sind dicht drüsig behaart. Neben der drüsigen Behaarung befinden sich auf der Oberseite wenige einfache, bis zu 1 mm lange Trichome, auf der Oberseite befinden sich diese vor allem an den Blattadern. Die Basis der Blätter ist abgeschnitten oder, falls sie ungelappt sind, herzförmig, der Blattrand ist ganzrandig oder schwach gezahnt und dicht drüsig bewimpert, nach vorn sind sie spitz bis zugespitzt. Die Blattstiele sind 1,5 bis 5 cm lang und dicht drüsig behaart.

### Blütenstände und Blüten
Die Blütenstände entspringen den Internodien, direkt unterhalb der Laubblätter, sie sind an der Spitze der Pflanze dichter gedrängt. Sie werden 2,5 bis 8 cm lang, sind ungeteilt und bestehen aus sechs bis neun Blüten. Die Blütenstandsstiele sind 0,5 bis 2 cm lang. Die Blütenstandsachsen sind dicht mit ungeteilten, drüsigen Trichomen besetzt. Die schlanken Blütenstiele stehen 0,5 bis 1 cm auseinander und sind zur Blütezeit etwa 1 bis 1,3 cm lang, messen etwa 1 mm im Durchmesser und stehen aufrecht. Sie sind dicht mit 1 bis 2 mm langen, drüsigen Trichomen besetzt.
Die Blüten besitzen einen breit becherförmigen Kelch, der 2 bis 3 mm lang ist und mit 5 bis 6 mm langen, schmal elliptischen, nach vorn spitzen Kelchzipfeln besetzt ist. Sie sind außen spärlich mit einfachen, einreihigen Trichomen mit einer Länge von bis zu 2 mm behaart, auf der Innenseite sind sie drüsig behaart. Die Krone misst 3 bis 3,5 cm im Durchmesser und ist blass purpurn gefärbt. Die Kronlappen sind nur etwa 1 mm lang und fein dreieckig. Sie sind zur Blütezeit flach oder leicht zurückgebogen. Der Rand und die Spitzen der Kronlappen ist dicht papillös.
Die Staubbeutel sind gelb und treten in drei verschiedenen Größen auf: Die zwei längsten sind 7 bis 9 mm lang, die zwei mittleren sind 5 bis 6 mm lang und der kleinste Staubbeutel ist etwa 3 mm lang. Alle Staubbeutel sind etwa 1 bis 1,5 mm breit. Sie öffnen sich über Poren an den Spitzen, die sich später zu Schlitzen verlängern. Die langen und mittleren Staubbeutel besitzen einen hornförmigen Fortsatz, der etwa 1 mm lang ist und 2 bis 4 mm oberhalb der Basis der Staubbeutel steht. Die Staubfäden sind fein drüsig behaart und auf etwa 1 mm zu einer Röhre verwachsen, der freistehende Teil ist 2 bis 3 mm lang. Der Fruchtknoten ist unbehaart und konisch geformt. Er trägt einen 0,7 bis 0,8 cm langen Griffel, der stark nach oben gebogen ist und in einer feinen, kopfigen und papillösen Narbe endet.

### Früchte und Samen
Zur Fruchtreife sind die Blütenstiele auf einen Durchmesser von 1 mm und eine Länge von 1 bis 1,5 mm vergrößert, nicht auffällig verholzt und leicht nickend. Der Kelch ist vergrößert und abstehend. Die Frucht ist eine abgeflacht kugelförmige Beere mit einem Durchmesser von 1 bis 1,5 cm. Sie ist zur Reife rötlich orange oder rot gefärbt und besitzt ein dünnes Perikarp. Die Samen sind 5 × 4 mm groß, eiförmig und dunkel rötlich-braun. Die Ränder sind unregelmäßig gekerbt, die Oberfläche ist fein gekörnt. Die Zellen der Testa besitzen gerade Zellwände.

## Vorkommen
Die Art ist ein sehr seltener Endemit, der einzige bekannte Standort liegt in einem Laurisilva (Lorbeerwald) im Norden Madeiras.

## Systematik
Solanum trisectum ist innerhalb der Nachtschatten (Solanum) in die nur drei Arten umfassende Normania-Klade eingeordnet. Die Arten der Klade wurden lange Zeit als zwei eigenständige Gattungen geführt, Solanum trisectum und Solanum nava bildeten als Normania triphylla und Normania nava die Gattung Normania und Solanum herculeum die Gattung Triguera (als Triguera osbeckii).

## Nachweise
- Sandra Knapp: Solanum trisectum. In: Solanaceae Source (online), Juli 2006, abgerufen am 20. Februar 2011.